# Graphidessa variegata
Graphidessa variegata är en skalbaggsart som beskrevs av Hayashi 1974. Graphidessa variegata ingår i släktet Graphidessa och familjen långhorningar.
Artens utbredningsområde är Taiwan. Inga underarter finns listade i Catalogue of Life.